# Кременка (приток Нары)
Кременка — река в России, протекает в Московской и Калужской областях (небольшой частью по границе с Москвой). Левый приток Нары.
Река Кременка берёт начало западнее платформы Мачихино Большого кольца МЖД. Река извилистая, течёт на юг, пересекая границу Калужской области. Вдоль течения расположены деревни Мачихино Москвы, Плаксино и Дятлово Московской области и посёлок Инино Калужской области. Устье реки Кременки находится в 84 км по левому берегу реки Нары. Длина реки составляет 16 км, площадь водосборного бассейна — 125 км².
По данным Государственного водного реестра России, относится к Окскому бассейновому округу. Речной бассейн — Ока, речной подбассейн — бассейны притоков Оки до впадения Мокши, водохозяйственный участок — Нара от истока до устья.